# Schwarzenberg Ernő
Schwarzenberg Ernő herceg (németül: Ernst Fürst zu Schwarzenberg), (Bécs, 1773. május 29. – Bécs, 1821. március 14.) osztrák származású győri püspök 1818-tól haláláig.

## Élete
Schwarzenberg János herceg és Oettingen-Wallenstein Eleonóra grófnő fiaként született. Istenfélő szülői ikertestvérével, Ferenccel együtt az egyházi pályára szánták. Már 9 éves korában javadalmat kapott a kölni káptalanban, neveltetése azonban továbbra is a szülői házban történt, ahol a filozófiát több jezsuita pap felügyelete alatt, a teológiát pedig Tobenz Dániel neuchâteli kanonok vezetése mellett végezte. 1792-ben a lüttichi káptalan tagjává neveztetett ki. Miután az említett káptalanok a francia háborúk alatt fel lettek oszlatva, Schwarzenberg Ernő 1795-ben salzburgi, 1797-ben passaui kanonok lett.
1807. június 26-án szentelte áldozópappá a salzburgi érsek Bécsben. 1808. május 20-án iktatták be esztergomi kanonoknak. Amint Nagyszombatba érkezett, hozzáfogott a magyar nyelv és magyar közjog elsajátításához, úgyhogy szóban és írásban folyékonyan fejezte ki magát nyelvünkön és a köz-, valamint az egyházjogban is jártasságra tett szert. 1810. április 17-én sasvári főesperessé lépett elő. 1818 őszén a király győri megyés püspökké nevezte ki, és 1819. március 14-én Bécsben püspökké is szentelték. Nem sokáig kormányozta egyházmegyéjét, mert már 1821-ben elhunyt Bécsben.

## Művei
1. Trauungsrede bei Gelegenheit der doppelten Vermählung des Fürsten Alfred von Windischgrätz mit Fürstin Eleonore von Schwarzenberg, und des Fürsten Edauard von Schönburg mit Fürstin Pauline von Schwarzenberg. Tyrnau, 1817
2. Epistola Pastoralis... ad Clerum et populum suum fidelem, quum dioeceseos gubernationem anno 1819. die 24. mensis Martii auspicaretur. (Jaurini)